# Rada do spraw Współpracy z Ukrainą

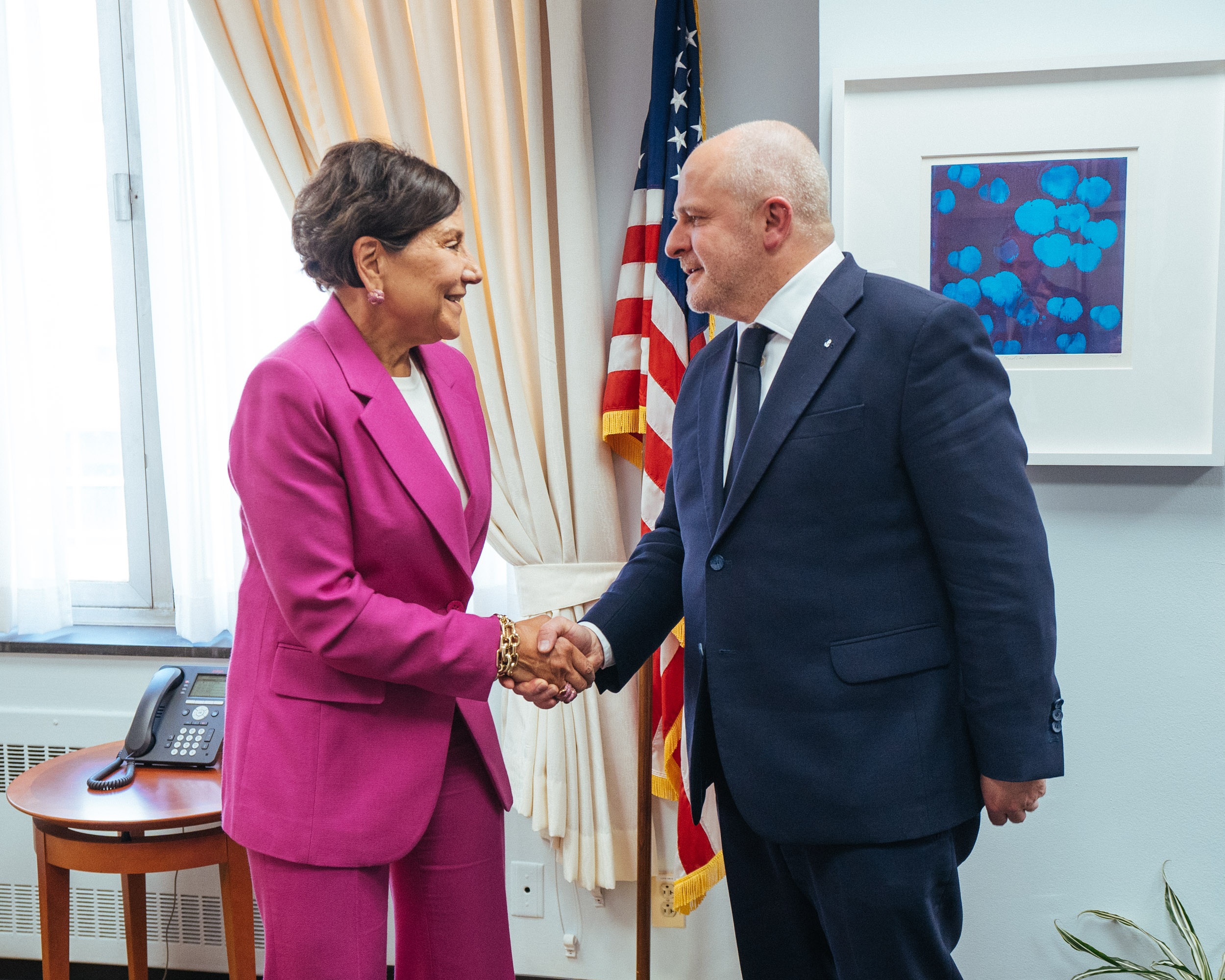
Penny Pritzker oraz Paweł Kowal w Departamencie Stanu Stanów Zjednoczonych, kwiecień 2024, Waszyngton

Rada do spraw Współpracy z Ukrainą – organ pomocniczy Prezesa Rady Ministrów. Rada została utworzona na mocy Zarządzenia nr 41 Prezesa Rady Ministrów z dnia 5 kwietnia 2024 r. w sprawie Rady do spraw Współpracy z Ukrainą. Do zadań Rady należy zapewnienie uspójnienia informacji o działaniach podejmowanych na rzecz odbudowy Ukrainy. 9 kwietnia 2024 r. Prezes Rady Ministrów Donald Tusk mianował na stanowisko Przewodniczącego Rady prof. Pawła Kowala, posła na Sejm Rzeczypospolitej Polskiej, przewodniczącego Komisji Spraw Zagranicznych Sejmu RP. Przewodniczący Rady jest polskim odpowiednikiem specjalnych przedstawicieli ds. odbudowy Ukrainy z państw takich jak Francja, Niemcy, Włochy czy Stany Zjednoczone.

## Struktura i zadania Rady

### Przewodniczący Rady
W skład Rady wchodzą przewodniczący Rady i pozostali członkowie Rady. Przewodniczący Rady kieruje pracami Rady, a do jego zadań należy w szczególności zwoływanie posiedzeń Rady, przewodniczenie posiedzeniom Rady, określanie porządku obrad Rady i reprezentowanie Rady na zewnątrz. Przewodniczący Rady może także powoływać zespoły o charakterze opiniodawczo-doradczym lub do opracowania określonych zagadnień oraz zlecać przeprowadzenie badań i ekspertyz, w zakresie zadań Rady.

### Obsługa Rady

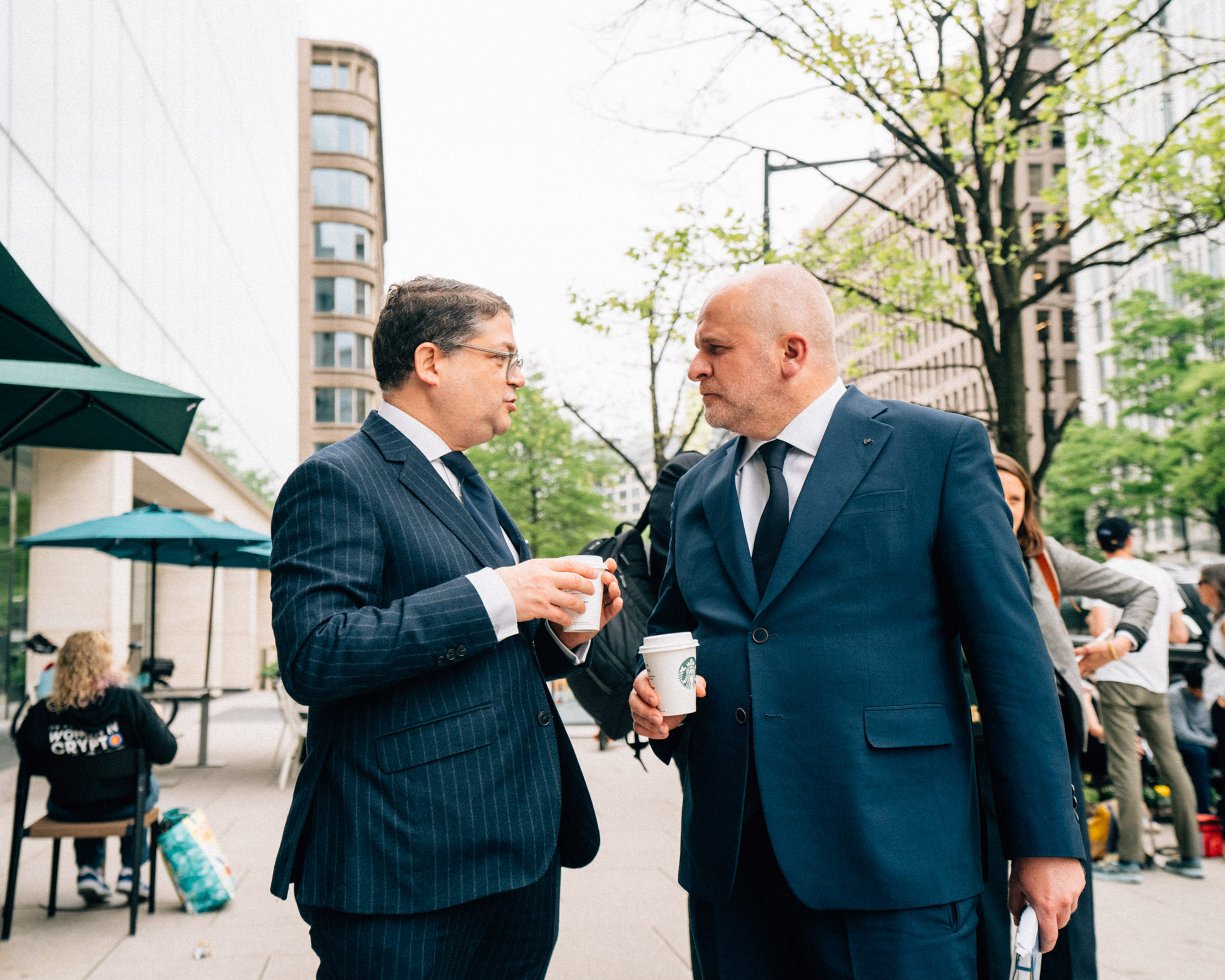
Pierre Heilbronn oraz Paweł Kowal, kwiecień 2024, Waszyngton

Za sprawy organizacyjne odpowiada Sekretarz Rady. Udział w pracach Rady jest nieodpłatny, a z jego tytułu przysługuje zwrot kosztów podróży w związku z wykonywaniem zadań członka Rady. Zespół urzędników obsługujących prace Rady usytuowany jest w Kancelarii Prezesa Rady Ministrów. Na rzecz Rady zadania mogą realizować Ośrodek Studiów Wschodnich im. Marka Karpia oraz Polski Instytut Ekonomiczny oraz Podkarpacki Urząd Wojewódzki.

### Współpraca przy realizacji zadań
W ramach realizacji swoich zadań Rada może podejmować współpracę w szczególności z Komitetem Sterującym Platformy Koordynacji Darczyńców, przedstawicielami Prezydenta Ukrainy i przedstawicielami administracji rządowej Ukrainy, ukraińską Państwową Agencją Odbudowy i Rozwoju Infrastruktury, właściwymi odpowiednikami do spraw odbudowy Ukrainy ustanowionymi w państwach trzecich, a także z innymi organami i podmiotami zagranicznymi o podobnym charakterze i zakresie działania i Dyrekcją do spraw Ukrainy w Komisji Europejskiej. Organy administracji rządowej oraz jednostki im podległe lub przez nie nadzorowane wspierają Radę w realizowaniu jej zadań. Rada współpracuje również z innymi podmiotami publicznymi i niepublicznymi, w tym z samorządem terytorialnym, w celu wykonania powierzonych jej zadań.

### Szczegółowe zadania Rady

#### Do zadań Rady należy w szczególności
1. Analizowanie propozycji kierunków działań dotyczących wsparcia Ukrainy w procesie jej odbudowy;
2. Proponowanie rozwiązań służących wspieraniu współpracy polsko-ukraińskiej;
3. Bieżący przegląd i analiza działań organów administracji rządowej oraz innych instytucji państwowych, a także środowisk społecznych, politycznych, kulturalnych i gospodarczych służących wsparciu Ukrainy w procesie odbudowy w celu wypracowania najlepszych efektów podejmowanych działań;
4. Monitorowanie działań podejmowanych w ramach Unii Europejskiej dotyczących pomocy Ukrainie;
5. Wymiana doświadczeń z przedstawicielami Ukrainy oraz przedstawicielami innych państw zaangażowanych w proces odbudowy Ukrainy;
6. Analizowanie obecnej sytuacji międzynarodowej dotyczącej Ukrainy;
7. Przekazywanie wniosków, opinii oraz informacji organom administracji rządowej oraz innym krajowym instytucjom i podmiotom zaangażowanym w działania służące wspieraniu współpracy polsko-ukraińskiej;
8. Upowszechnianie wiedzy o podejmowanych działaniach związanych z sytuacją w Ukrainie;
9. Udział we współpracy między organami administracji rządowej, agencjami wykonawczymi, zrzeszeniami, izbami gospodarczymi i innymi krajowymi podmiotami zaangażowanymi w polsko-ukraińską współpracę rozwojową, w szczególności w obszarze odbudowy Ukrainy.

## Zespół – Przedstawicielstwo Rady do spraw Współpracy z Ukrainą na Podkarpaciu

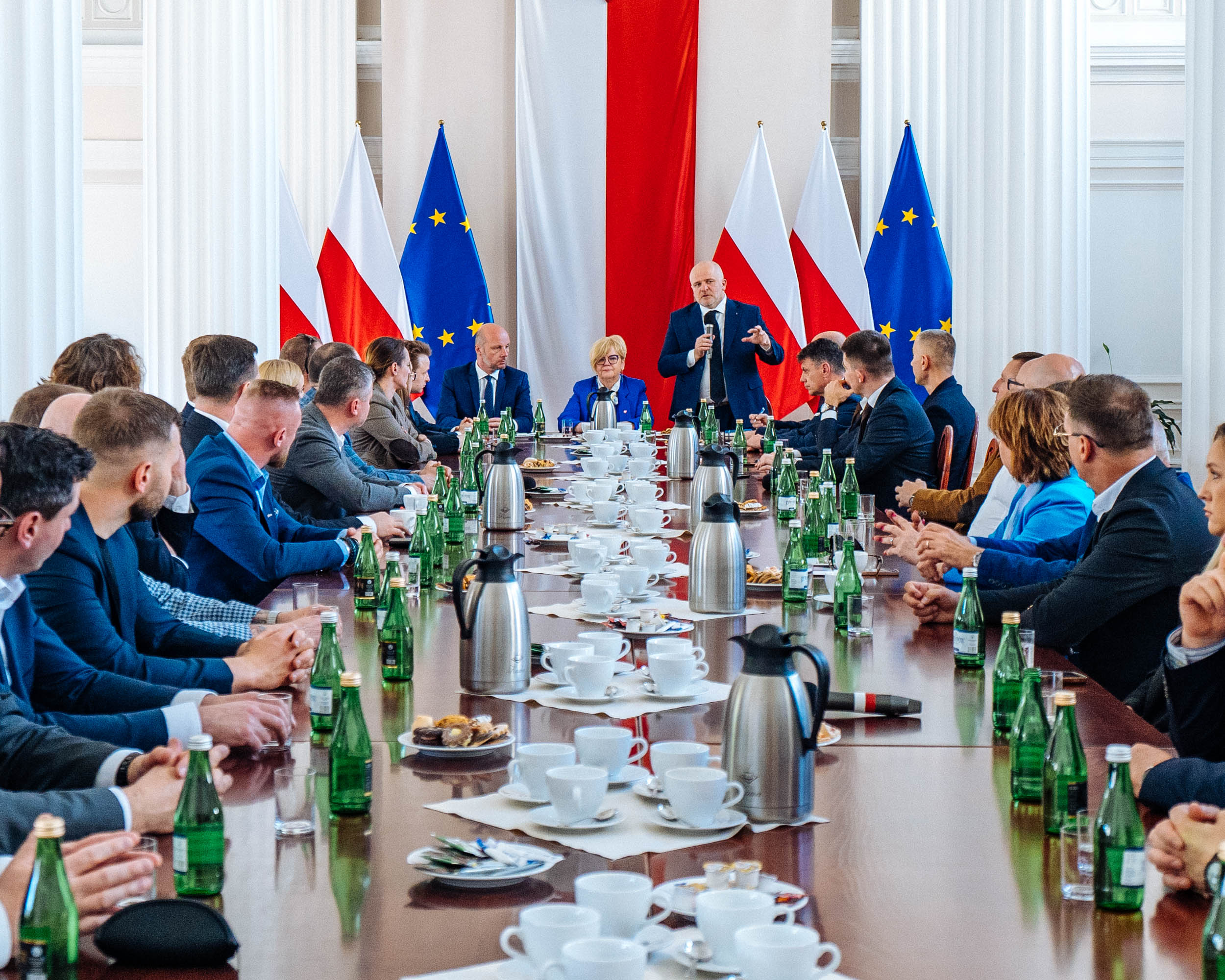
Spotkanie z przedsiębiorcami w Podkarpackim Urzędzie Wojewódzkim. Na zdjęciu m.in. Paweł Kowal, Teresa Kubas-Hul i Konrad Fijołek

15 kwietnia 2024 r. na konferencji prasowej w Rzeszowie, z udziałem wojewody podkarpackiej Teresy Kubas-Hul, prezydenta Rzeszowa Konrada Fijołka i przewodniczącego Rady Pawła Kowala, ogłoszono powstanie Zespołu - Przedstawicielstwa Rady do spraw Współpracy z Ukrainą na Podkarpaciu. Przedstawicielstwo będzie odpowiadać za obsługę merytoryczną Rady i wsparcie zagranicznych wizyt pełnomocników z innych krajów. W trakcie konferencji prasowej przewodniczący Rady Paweł Kowal wyjaśnił także, że Rada będzie koordynować polskie działania na rzecz odbudowy Ukrainy i zapewniać jak największy udział polskich przedsiębiorstw w powojennej rekonstrukcji tego kraju, a w jej skład wejdą przedstawiciele środowisk eksperckich, gospodarczych i kulturalnych.